# 徐鳴鶴
徐鳴鶴（1536年—？），字子齡，號雲皋，河南開封府杞縣人，民籍，明朝政治人物。

## 生平
嘉靖三十一年（1552年）壬子科河南鄉試第三十二名舉人。隆慶五年（1571年）中式辛未科會試第三百九十四名，三甲第一百八十三名進士。户部觀政，初授屯留县知县，丁忧归乡。服阕，萬曆五年（1577年）补任枣强县。萬曆八年（1580年）六月考选，授四川道监察御史，十年巡按宣大，十一年告病归乡。久之，十三年复拜山東道監察御史，巡按福建，中道遘疾，輿還。是時子徐元亦拜陝西道監察御史，父子同官。

## 家族
曾祖徐翀；祖父徐周；父徐逵，母李氏。慈侍下。兄鸣鸾、鸣凤。弟鸣雁、鸣鵡、鸣谦、鸣世、鸣鶊、鳴鷤。